# مشيمة محتبسة
المشيمة المحتبسة أو العالقة أو احتباس مشيمي (بالإنجليزية: Retained placenta)‏، هي حالة تبقى فيها كل المشيمة أو جزء منها أو من الأغشية في الرحم خلال المرحلة الثالثة من المخاض. يمكن تقسيم المشيمة المحتبسة على نطاق واسع إلى:
1-فشل فصل المشيمة عن بطانة الرحم.
2-انفصال المشيمة عن بطانة الرحم ولكنها أبقت داخل الرحم.
عادة ما تكون المشيمة المحتبسة سببًا لنزف ما بعد الولادة، سواء أكان ابتدائياً أم ثانويًا.
تُعرف المشيمة المحتبسة عمومًا بأنها مشيمة لم تخضع لطرد مشيمي خلال 30 دقيقة من ولادة الطفل حيث تدار المرحلة الثالثة من المخاض بشكل نشط.

## العلامات والأعراض
تشمل مخاطر المشيمة المحتبسة النزف والعدوى. بعد أن يتم تسليم المشيمة، يجب أن ينكمش الرحم لإغلاق جميع الأوعية الدموية داخل الرحم. إذا انفصلت المشيمة جزئيا فقط، فإن الرحم لا يمكن أن ينكمش بشكل صحيح، لذلك ستستمر الأوعية الدموية في الداخل في النزف. وهكذا تؤدي المشيمة المحتبسة إلى النزف.

## الإدارة
غالباً ما تستخدم الأدوية، مثل الأوكسيتوسين غير السريري أو الوريدي، في إدارة احتجاز المشيمة. ومن المفيد التأكد من أن المثانة فارغة. ومع ذلك، لا ينبغي إعطاء الإرغومترين لأنه يسبب تقلصات الرحم المنشط والتي قد تؤخر طرد المشيمة. وقد أوصى بسحب الحبل السري الُمحجم كبديل ثان بعد مرور أكثر من 30 دقيقة بعد تحفيز تقلصات الرحم، بشرط تعاقد الرحم. قد يكون الاستخراج اليدوي مطلوبًا إذا فشل سحب الحبل السرى أيضًا، أو إذا حدث نزيف حاد مستمر. نادرًا ما يكون الكشط ضروريًا لضمان عدم بقاء أي بقايا للمشيمة (في حالات نادرة مع مشيمة ملتصقة جدًا مثل المشيمة المنشطة).
ومع ذلك، في مراكز الولادة وحضر بيئات الولادة المنزلية، من الشائع لمقدمي الرعاية المرخصين الانتظار لولادة المشيمة لمدة تصل إلى ساعتين في بعض الحالات.

## كائنات أخرى
لوحظ احتفاظ الأغشية الجنينية (بعد الولادة) في الأبقار أكثر من الحيوانات الأخرى. في حالة طبيعية، يتم طرد مشيمة البقر في غضون 12 ساعة بعد الولادة.